# Pastorie van Kozen

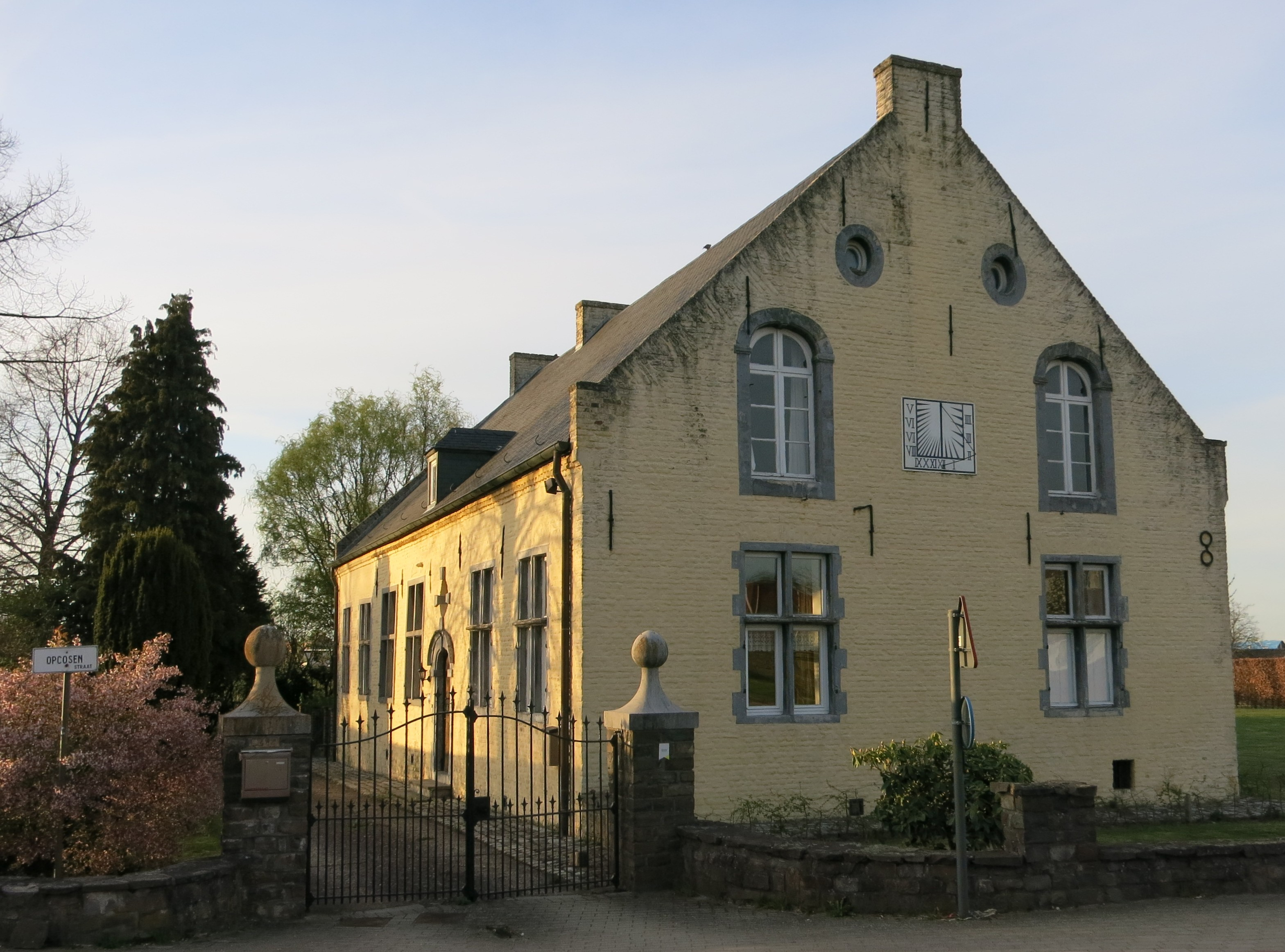

De Pastorie van Kozen is een pastoorswoning te Kozen, gelegen aan Dorpsstraat 1 aldaar.
De pastorie werd gebouwd in opdracht van de Abdij van Averbode, welke sinds 1230 het patronaatsrecht van de parochie bezat. Het huidige gebouw is grotendeels 18e-eeuws, getuige ook het jaartal 1718 in muurankers. De merktekens S V op de smeedijzeren slotplaat van de achterdeur zijn de initialen van Stefanus Vander Steghen, de eigenlijke opdrachtgever tot de bouw.
Kenmerkend is het met hardsteen omlijste poortje met daarboven een oculus.
Het interieur is goed bewaard gebleven, zo zijn er nog de originele schouwen en plafondversieringen. Het gebouw verkreeg in 1979 de monumentenstatus en het werd in 1991 geheel gerestaureerd.